# 曹虔秀
陳留王曹虔秀（5世紀—462年12月9日），名或作虔季，譙郡譙縣人，魏武帝七世孫，陳留王曹靈誕之子，陳留王曹虔嗣之弟，南朝宋二王後之一。

## 生平
南朝宋永初元年（420年），陳留王曹虔嗣去世，無子，後由其弟曹虔秀紹封陳留王。
陳留王的位次本在晉室之後零陵王之上。曹虔秀在位期間，散騎常侍荀伯子上表，請求將陳留王的位次改為零陵王之下，皇帝下詔從之。
曹虔秀因其長兄曹虔嗣早卒無子，遂在長子曹銑出生後讓其出繼長兄為嗣。大明四年（460年），依例應拜陳留王世子，但有司不知該拜曹虔秀長子曹銑還是次子曹鍇為世子，於是上奏宋孝武帝請求朝議。太學博士王溫之、江長主張立曹銑為嗣，太常陸澄則主張立曹鍇為嗣。最終，皇帝聽從尚書右丞徐爰的意見，拜曹銑為陳留王世子。
大明六年十一月三日（462年12月9日），曹虔秀去世。

## 兒子
- 曹銑：出繼曹虔嗣，襲封陳留王
- 曹鍇